# Pic de l'Ardit
El Pic de l'Ardit és una muntanya de 273 metres que es troba al municipi del Perelló, a la comarca catalana del Baix Ebre.